# (1437) Diomedes
(1437) Diomedes – planetoida z grupy trojańczyków (obóz grecki) okrążająca Słońce w ciągu 11 lat i 266 dni w średniej odległości 5,16 au. Została odkryta 3 sierpnia 1937 roku w Landessternwarte Heidelberg-Königstuhl w Heidelbergu przez Karla Reinmutha. Nazwa planetoidy pochodzi od Diomedesa, jednego z uczestników wojny trojańskiej. Przed nadaniem nazwy planetoida nosiła oznaczenie tymczasowe (1437) 1937 PB.